# Little Clanfield Brook
Der Little Clanfield Brook ist ein Wasserlauf in Oxfordshire, England. Der Little Clanfield Brook entsteht westlich von Clanfield und fließt in südlicher Richtung bis zu seiner Mündung in den Kelmscot Brook.